# باتورین
باتورین  (به اوکراینی: Бату́рин) یک شهر تاریخی در استان چرنیهیو در شمال اوکراین واقع شده‌است. جمعیت این شهر ۲,۴۵۸ نفر (۲۰۲۱ تخمینی) است.
این شهر در نیژین رایون (منطقه) در کنار رودخانه سییم واقع شده است. باتورین وضعیت شهر خود را در سال ۱۹۲۳ از دست داد و در سال ۲۰۰۸ آن را دریافت کرد.